# Centrum Myśli Polityczno-Prawnej im. Alexisa de Tocqueville’a
Centrum Myśli Polityczno-Prawnej im. Alexisa de Tocqueville’a (CMPP) – powstała w 2007 w Łodzi jednostka badawcza, stanowiąca integralną część Wydziału Prawa i Administracji Uniwersytetu Łódzkiego. Do jej celów statutowych należy m.in. prowadzenie badań nad postrzeganiem państwa i prawa w społeczeństwie. Centrum prowadzi działalność wydawniczą oraz organizuje warsztaty naukowe, seminaria i konferencje, w tym „Debaty Tocquevillowskie” z udziałem wybitnych prawników, publicystów i postaci życia publicznego.
Działalność jednostki nawiązuje do dorobku francuskiego myśliciela politycznego Alexisa de Tocqueville’a.
Od 2023 roku kierownikiem Centrum jest dr hab. Michał Rupniewski. 